# مکنده‌دهان‌ها
مکنده‌دهان‌ها (نام علمی: Chiloglanis) نام یک سرده از تیره جیک‌ماهیان است.